# Vogtlands voetbalkampioenschap 1924/25
In 1924/25 werd het tiende Vogtlands voetbalkampioenschap gespeeld, dat georganiseerd werd door de Midden-Duitse voetbalbond. 
Plauener SuBC werd kampioen en plaatste zich voor de Midden-Duitse eindronde. De club verloor meteen van SpVgg 06 Falkenstein.
Dit jaar mocht ook de vicekampioen naar een aparte eindronde, waarvan de winnaar kans maakte op de nationale eindronde. Konkordia verloor meteen van SV Fortuna Leipzig.

## Gauliga
| Plaats | Club                       | Wed. | W | G | V | Saldo | Ptn. |
| ------ | -------------------------- | ---- | - | - | - | ----- | ---- |
| 1.     | SV Konkordia 1905 Plauen   | 10   | 8 | 0 | 2 | 26:4  | 16:4 |
| 2.     | Plauener SuBC 1905         | 10   | 8 | 0 | 2 | 20:4  | 16:4 |
| 3.     | 1.Vogtländischer FC Plauen | 10   | 7 | 0 | 3 | 21:9  | 14:6 |
| 4.     | SpVgg 1909 Plauen          | 10   | 3 | 1 | 6 | 9:24  | 7:13 |
| 5.     | VfR 1919 Plauen            | 10   | 1 | 2 | 7 | 8:32  | 4:16 |
| 6.     | VfB Plauen                 | 10   | 0 | 3 | 7 | 4:15  | 3:17 |

|  | Play-off titel |

Play-off
|  |                          |       |                    |  |
|  | SV Konkordia 1905 Plauen | 2 – 4 | Plauener SuBC 1905 |  |
|  |                          |       |                    |  |